# Lekë Dukagjini
Lekë III Dukagjini (Principato dei Dukagjini, 1410 – 1481) è stato un condottiero albanese e membro della albanese che combatté contro l'Impero ottomano.
Contemporaneo di Scanderbeg, Dukagjini è noto per il Kanuni i Lekë Dukagjinit, un codice di leggi istituito tra le tribù del nord dell'Albania.

## Biografia
Si pensa che Dukagjini sia nato nel Principato dei Dukagjini nel 1410. Il Principato dei Dukagjini si estendeva dal Nord dell’Albania fino all’area dell’attuale Kosovo. La parte occidentale del Kosovo, a volte chiamata Rrafshi i Dukagjinit o Dukagjin, prende il nome dalla famiglia Dukagjini. Fino al 1444 fu pronoia di Koja Zaharia. Succedette a suo padre Pal II come sovrano dei Dukagjini, che sembra sia morto per apoplessia nel 1446. Il territorio della contea di Dukagjini aveva al centro la città di Alessio e comprendeva Zadrima, Lipjan (seconda città della contea), le zone a nord e a nordest di Scutari, e si estendeva verso nord nei territori occidentali del Kosovo.

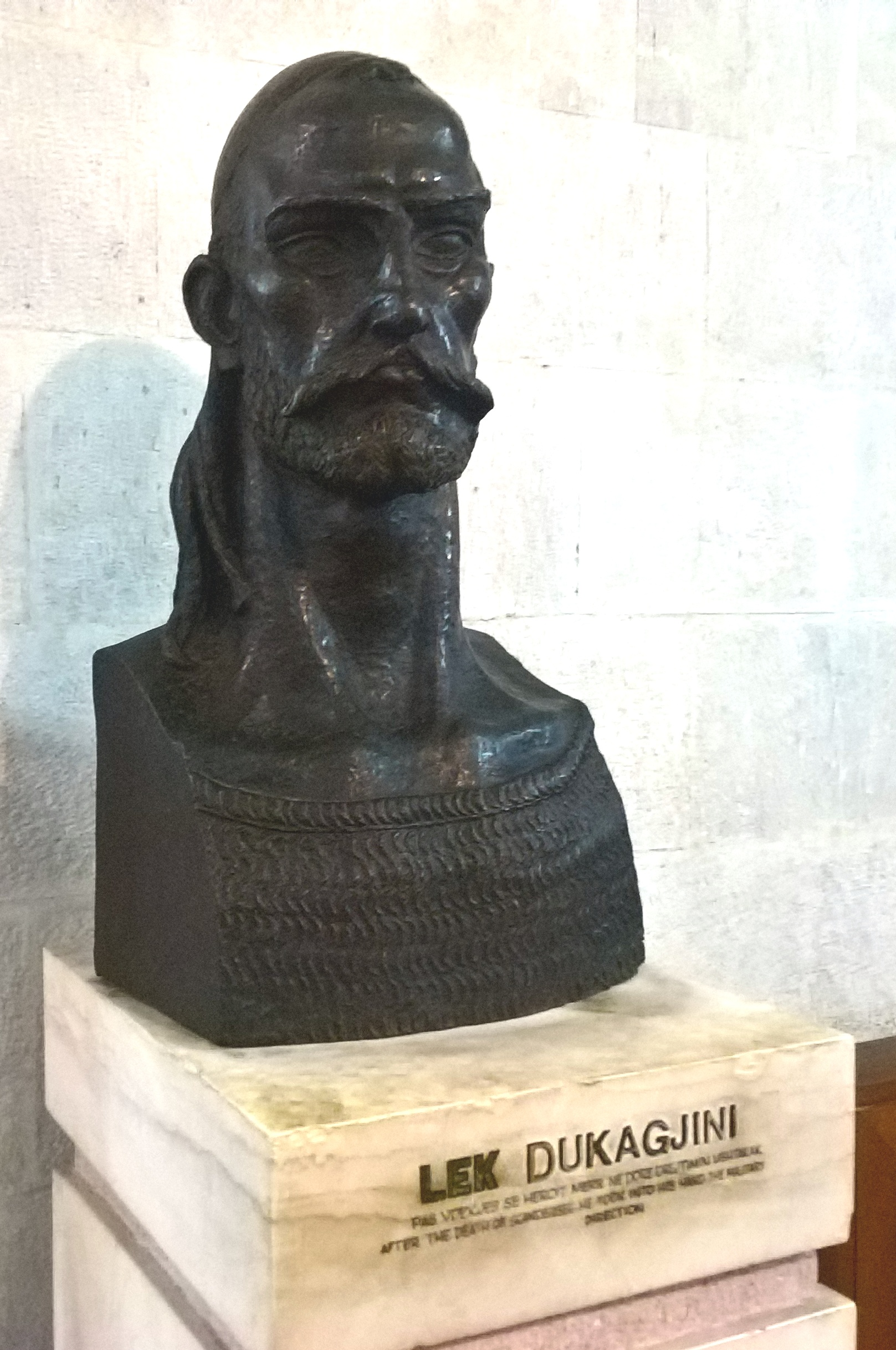
Lekë III Dukagjini nel Museo Skanderbeg a Kruja

Dukagjini combatté sotto il comando di Skanderbeg contro gli Ottomani negli ultimi due anni della rivolta di Skanderbeg. Ebbe inoltre una forte rivalità con il nobile albanese Lekë Zaharia. I due principi erano in disputa su chi dovesse sposare Irene Dushmani. Irene era l’unica figlia di Lekë Dushmani, principe di Zadrima. Nel 1445, i principi albanesi erano stati invitati al matrimonio della sorella minore di Skanderbeg, Mamica, che stava per sposare Muzaka Thopia. Irene partecipò al matrimonio e iniziarono le ostilità. Dukagjini chiese a Irene di sposarlo, ma Zaharia, ubriaco, vide la scena e aggredì Dukagjini. Alcuni principi tentarono di fermare la rissa, ma sempre più persone vi si coinvolsero, causando diverse morti fino a quando non fu ristabilita la pace. Nessuno dei due antagonisti subì danni fisici, ma dopo l’evento Dukagjini fu umiliato moralmente. Due anni dopo, nel 1447, in un atto di vendetta, Dukagjini tesse un’imboscata e uccise Zaharia. Tuttavia, documenti veneziani originali contraddicono questa versione, mostrando che l’omicidio avvenne nel 1444. Secondo il cronista veneziano Stefano Magno, fu Nicola Dukagjini, vassallo di Zaharia, a uccidere Lekë Zaharia in battaglia, non Lekë stesso come affermato da Marino Barlezio. 

Tuttavia, la morte di Zaharia lasciò il suo principato senza un successore, facendo sì che sua madre consegnasse la fortezza all’Albania veneziana, una serie di possedimenti della Repubblica di Venezia. Quando Skanderbeg tentò (senza successo) di conquistare Dagnum nel 1447, ciò diede inizio alla guerra veneziano-albanese (1447–1448). Nel marzo del 1451, Lekë Dukagjini e Božidar Dushmani pianificarono di attaccare Drivasto, controllata dai veneziani. Il loro complotto fu scoperto e Božidar fu costretto a fuggire in esilio. Nel 1459 le forze di Skanderbeg conquistarono la fortezza di Sati dall’Impero Ottomano e Skanderbeg la cedette a Venezia per assicurarsi buoni rapporti con la Signoria, prima di inviare le sue truppe in Italia per aiutare il Ferdinando I di Napoli a riconquistare e mantenere il suo regno dopo la morte del re Alfonso V d’Aragona. Prima che i veneziani prendessero il controllo di Sati, Skanderbeg la catturò insieme all’area circostante, allontanando Lekë Dukagjini e le sue forze, perché ostile a Skanderbeg, e distrusse Sati prima della presa veneziana.
Dopo la morte di Scanderbeg, Dukagjini continuò la lotta contro gli ottomani , talvolta le sue forze si unirono con i veneziani con la benedizione del Papa, divenendo il capo della resistenza albanese contro l'invasione, fino alla sua morte avvenuta nel 1481.

## Eredità
La Legge di Lekë Dukagjini (Kanun) prende il nome da Lekë Dukagjini, che codificò le leggi consuetudinarie delle regioni montuose albanesi. Sebbene gli studiosi della storia e delle usanze dell’Albania si riferiscano solitamente al testo del Kanun di Gjeçovi come l’unica versione esistente, incontestata e scritta da Lekë Dukagjini, ciò è in realtà errato. Il testo del Kanun, spesso contestato e con molte interpretazioni diverse che si sono evolute significativamente dal XV secolo, è stato solo intitolato a Dukagjini. Mentre Skanderbeg viene identificato come il “principe guerriero” che ha osato combattere qualsiasi nemico, le cronache ritraggono Dukagjini come il “principe angelo” che, con dignità e saggezza, ha garantito la continuità dell’identità albanese.
Il complesso di leggi è stato in vigore per lungo tempo, ma non fu raccolto e codificato fino alla fine del XIX secolo da Shtjefën Gjeçovi. Le leggi più famigerate del Kanun sono quelle che regolano le faide di sangue. Le faide di sangue sono ricomparse in Albania (e si sono diffuse anche in altre parti del Paese e tra gli espatriati all’estero) dopo la caduta del comunismo all’inizio degli anni ’90, dopo essere state vietate per molti anni durante il regime di Enver Hoxha e limitate dalle frontiere relativamente chiuse.
Le campagne militari di Dukagjini contro gli Ottomani ebbero un successo limitato; inoltre, gli mancò la capacità di unificare il Paese e il popolo albanese come aveva fatto Skanderbeg. L’Albania cadde sotto il completo dominio ottomano entro la fine del XV secolo.